# Ramphotyphlops lineatus
Espèce
Synonymes
- Typhlops lineatus Schlegel, 1839
- Typhlops lineatus var. sumatranus Werner, 1896

Statut de conservation UICN

 LC  : Préoccupation mineure
Ramphotyphlops lineatus est une espèce de serpents de la famille des Typhlopidae. 

## Répartition
Cette espèce se rencontre :
- en Thaïlande ;
- en Malaisie péninsulaire ;
- à Singapour ;
- en Indonésie sur les îles de Nias, de Sumatra, de Java et de Bornéo.

Sa présence est incertaine dans le sud de la Chine.

## Étymologie
Le nom spécifique lineatus vient du latin lineatus, rayé, en référence à l'aspect de ce serpent.

## Publication originale
- Schlegel, 1839 : Abbildungen neuer oder unvollständig bekannter Amphibien, nach der Natur oder dem Leben entworfen und mit einem erläuternden Texte begleitet. Arne and Co., Düsseldorf, p. 1-141 (texte intégral).